# Лавров, Борис Васильевич
Борис Васильевич Лавров (21 октября 1886, Рыбинский уезд, Ярославская губерния — 28 июля 1941, Коммунарка) — исследователь Арктики, организатор арктических экспедиций, один из руководителей Главного управления Северного морского пути.
Организатор строительства порта Игарка, начальник первой Ленской экспедиции (1933 — 1934) по проводке грузовых судов из Архангельска в устье Лены.

## Биография
Борис Васильевич Лавров родился в селе Феодоритском Рыбинского уезда Ярославской губернии в семье священника. Учился в Ярославской духовной семинарии и Казанском Университете.

### Участие в революционном движении
С начала 1900-х годов Борис Лавров примкнул к революционному движению, с 1903 года участвовал в деятельности партии большевиков. В частности, привлек к политической работе своего товарища по сельской школе Н. А. Угланова, впоследствии видного деятеля Октябрьской революции, занимавшего ответственные партийные и государственные посты в 1920-х годах. Как писал Угланов в своей автобиографии,

…мой сверстник и друг по школе, сын священника нашего села, Борис Васильевич Лавров, тогда учился в ярославской духовной семинарии и был уже социал-демократом… Вспоминаю характерные моменты. Б. В. Лавров приехал на рождественские каникулы, привез много литературы и резолюции II съезда РСДРП и подробно мне объяснил причины раскола, происшедшего на съезде. Он объявил себя большевиком, сторонником Ленина…

За революционную работу Лаврова выгнали из духовной семинарии, а позднее — из Казанского Университета. Он был арестован и отправлен в ссылку в Архангельскую губернию под надзор полиции.
В 1912 — 1913 годах работал с В. И. Лениным в газете «Правда», в 1915 — 1917 годах ведет работу на фронтах Первой мировой войны.

### После Октябрьской Революции
После октября 1917 года Лавров был направлен в Наркомпрод, в 1918 году был губернским продкомиссаром в Вятке. В 1920-е годы работал в органах Наркомвнешторга, в частности, в Средней Азии и на Северном Кавказе. Занимал пост торгового представителя Советского Союза в Афганистане.

### Работа по освоению Арктики
В 1928 году Б. В. Лавров был направлен на новую работу. Он был назначен председателем Северо-Сибирского государственного акционерного общества транспорта и промышленности «Комсевморпуть». С этого момента все свои силы он отдавал освоению Севера. В задачи «Комсевморпути» входило строительство заводов, шахт, судостроительных верфей в верховьях рек Оби и Енисея.

#### Строительство Игарки
В 1929 — 1931 годах главным делом «Комсевморпути» и его председателя Б. В. Лаврова стало строительство порта Игарка. Строительство велось днем и ночью, продолжалось и зимой в тяжелейших природных условиях. За три года на месте, где были только палатки и избы, появились двухэтажные дома. Борис Лавров приобрел огромный авторитет среди людей, которыми он руководил. Он постоянно был среди строителей, участвовал в сплавке леса, появлялся на ещё недостроенных причалах Игарки. Был построен Игарский лесопильный комбинат, что привело к росту транспортировки леса через Карское море. Порт Игарки приобрел международное значение. За экспортируемым сибирским лесом в Игарку стали приходить корабли из Западной Европы. Статья Б. Лаврова о строительстве Игарки, была опубликована в специальном «арктическом» номере журнала «Техника — молодежи», посвященном освоению Арктики и Северного морского пути.

#### Первая Ленская экспедиция
Другой важной и сложной задачей было освоение Северного морского пути. В 1930 году Лавров организовал экспедицию на шхуне «Белуха», целью которой было плавание вокруг полуострова Таймыр, однако тяжелые ледовые условия не позволили этого осуществить. В 1932 году общество «Комсевморпуть» вошло в Главное управление Северного морского пути. Б. В. Лавров представил правительству проект плавания грузовых судов из Архангельска в устье Лены, который позднее стал известен как Первая Ленская экспедиция. Лавров отстоял этот проект в борьбе со скептиками и был назначен начальником экспедиции. Экспедиция началась в навигацию 1933 года. В ней участвовали лесовозы «Товарищ Сталин», «Володарский», «Правда». проводку судов через ледовые поля осуществлял ледокол «Красин».
«Красин» вышел из Ленинграда в июле 1933 года, пройдя Балтийское море и обогнув Скандинавский полуостров, пополнил запасы в Мурманске и направился к проливу Маточкин Шар между Северным и Южным островами Новой Земли. Там была назначена встреча с судами «Товарищ Сталин», «Володарский», «Правда». Встреча состоялась 13 августа у восточного входа в пролив, после чего «Красин» провел грузовые корабли через льды Карского моря до кромки чистой воды. По чистой воде караван судов достиг острова Диксон. Туда самолетом из Игарки прибыл начальник экспедиции Лавров.
Самый трудный участок Северного морского пути лежал вдоль побережья моря Лаптевых. Путь экспедиции лежал на северо-восток от Диксона к проливу Вилькицкого, мимо архипелага Норденшельда. Покинув Диксон 24 августа 1933 года, караван судов к 31 августа достиг мыса Челюскин — самой северной оконечности Азии, где находилась единственная радиостанция на всем пространстве от Диксона до Тикси. К каравану присоединились ледокольные пароходы «Русанов» и «Сибиряков», пароход «Челюскин». Начальником экспедиции на «Сибирякове», которая должна была изучить северную часть Карского моря, был известный полярный исследователь профессор В. Ю. Визе, в 1912 — 1913 годах участвовавший в экспедиции Георгия Седова. Лесовоз «Правда» имел назначения идти далее для разгрузки в бухту Нордвик в юго-западной части моря Лаптевых. 8 сентября «Володарский», а следом за ним «Товарищ Сталин» достигли бухты Тикси. В бухту Тикси были доставлены группа участников Лено-Хатангской экспедиции и большая часть грузов для неё. Лено-Хатангской экспедиции предстояло провести изыскания в районе дельты Лены и определить место для нового морского порта. К моменту прибытия экспедиции в бухте Тикси не было никаких строений, кроме двух домиков полярной станции. Разгрузка морских кораблей при отсутствии причалов, при штормовой волне, требовала огромных усилий участников экспедиции. Так было положено начало строительству Тиксинского арктического морского порта.
После разгрузки караван судов двинулся в обратный путь и к двадцатым числам сентября достиг пролива Вилькицкого. К ним вновь присоединился лесовоз «Правда», которому из-за погодных условий не удалось разгрузиться в бухте Нордвик. Из-за установившихся морозов пролив оказался непроходимым для лесовозов, даже при том, что их вел мощный ледокол «Красин». 23 сентября было принято решение оставить суда на зимовку, отпустив ледокол, который был необходимо использовать для других задач. Место зимовки было у островов «Комсомольской Правды» вблизи северо-восточного берега полуострова Таймыр. Благодаря организаторским способностям Б. Л. Лаврова вынужденная зимовка была использована для проведения научных исследований на Крайнем Севере. Были проведены метеорологические, гидрологические, топографические исследования. Был установлен контакт с группой на мысе Челюскин. Зимовщикам предстояло пережить долгую полярную ночь. Были организованы занятия для желающих по программе морского техникума, что позволяло матросу приобрести квалификацию штурмана, а кочегару — механика. Преподавателями стали более опытные участники экспедиции, они же вошли в экзаменационную комиссию, которая, по согласованию с Наркомводом, получила право выдавать слушателям аттестаты об окончании морского техникума. И, конечно же, необходимо было выполнять каждодневную работу по жизнеобеспечению зимовки. В июне 1934 года начальник Главного Управления Северного морского пути О. Ю. Шмидт направил в адрес зимовщиков телеграмму, в которой, в частности, говорилось:

…Слышал подробно о вашей замечательной работе, сумевшей вынужденную зимовку превратить в блестящую научную экспедицию по исследованию Крайнего Севера Азии…

В распоряжении экспедиции был самолет У-2. Это учебный самолет с открытой кабиной. Тем не менее, он использовался для авиаразведки в полярных условиях. Летали вдоль пролива Вилькицкого, на мыс Челюскин, к Северной Земле. После окончания полярной ночи радиус полетов расширили, вели ледовую разведку. 12 июня 1934 года Лавров с известным полярным летчиком Мауно Яновичем Линделем вылетели к Северной Земле. Однако самолет вышел из строя и потерпел аварию. Было решено идти пешком к зимовке на острове Домашний архипелага Северная Земля. Необходимо было пройти около 150 километров. Из верхней крышки фюзеляжа самолета сделали сани. Путь оказался очень тяжелым, вязли в глубоком снегу. Одежда и сапоги промокали от талого снега и воды, высушить их было практически невозможно. Переход занял 15 дней, к зимовке вышли 27 июня. На острове Домашнем находилось четверо зимовщиков. С ними Лаврову и Линделю пришлось провести все лето, поскольку ледокольный пароход «Садко» не мог пробиться к острову и забрать его обитателей. Наконец, зимовщиков самолетом доставили на мыс Челюскин. Там их взял на борт «Сибиряков».
К этому времени ледорез «Федор Литке», начальником которого в эту навигацию был уже упоминавшийся выше профессор Визе, освободил из ледового плена лесовозы «Володарский», «Товарищ Сталин» и «Правда». «Товарищ Сталин» прошёл с ледорезом «Федор Литке» до острова Диксон. Лесовоз «Правда» снова отправился в бухту Нордвик, а «Володарский» — в бухту Тикси за грузом угля. На обратном пути «Володарский» и «Правда» встретились и «Сибиряковым» у мыса Челюскин. А навстречу им с запада пришли пароходы Второй Ленской экспедиции, которые вел ледокол «Ермак». После встречи с ними «Сибиряков», «Володарский» и «Правда» покинули мыс Челюскин и через три дня достигли острова Диксон. Прошло пятнадцать месяцев с начала Первой Ленской экспедиции.
Борис Лавров подробно описал экспедицию в книге «Первая Ленская»".
В экспедиции также принимал участие журналист газеты «Известия» М. Э. Зингер, а также Савва Морозов, в будущем — писатель, почетный полярник, член Географического Общества СССР. Газета «Водный транспорт» командировала его в экспедицию в качестве специального корреспондента, причем эту должность он совмещал с обязанностями кочегара второго класса на ледоколе «Красин». На «Красине» он проделал путь из Ленинграда до мыса Челюскин, затем — на «Володарском» в бухту Тикси. После разгрузки в бухте Тикси он оставил экспедицию и отправился с караваном судов вверх по Лене в Якутск. Уже в 1934 году была опубликована книга его очерков «Ленский поход», которую он посвятил

Борису Васильевичу Лаврову — строителю советского севера.

И в дальнейшем С. Т. Морозов посвятил Борису Лаврову ряд статей, сделал многое для сохранения памяти об этом человеке, а в своей первой книге «Льды и люди» вывел Лаврова под именем Егора Багрова. Вот как характеризовал Морозов начальника Первой Ленской экспедиции:

Было в этом человеке что-то от землепроходцев — Ермака, Дежнева, Хабарова… Не во внешнем облике, — а сути. Конечно, не было ни дремучей бороды, ни одежды из звериных шкур, ни высоченных сапог. Гладко выбрит, в легком пиджаке и рубахе с открытым воротом, с непрестанно дымившей трубкой в углу рта, он производил впечатление типичного горожанина, делового человека, даже сухаря. По тону, как уверенно, неторопливо он снимал телефонную трубку, по лаконичным фразам, обращаемым к невидимым собеседникам, было очевидно, что дел у него невпроворот, что советов, указаний его ждут и на Енисее, где поплывут сейчас лесные плоты, и в Ленинграде на Канонерском острове, где идет ремонт крупного ледокола, назначенного к плаванию в Арктику, и в Севастополе, где морские авиаторы заканчивают испытание новой крылатой машины для разведки полярных льдов…

В 1934 году Лавров был награждён орденом Ленина. Это был год, когда отмечалось пятилетие основания Игарки. В постановлении Центрального Исполнительного Комитета СССР от 25 июля 1934 года, когда Лавров находился ещё на острове Домашнем, говорилось:

Отмечая огромную работу, проведенную товарищем Лавровым Борисом Васильевичем по созданию и строительству гор. Игарки, по организации Карских экспедиций и возглавляемой им Ленской экспедиции 1933 года, а также проявленные им энергию и настойчивость при осуществлении научных изысканий во время зимовки Ленской экспедиции, Центральный Исполнительный Комитет Союза ССР постановляет:
Наградить товарища Лаврова Бориса Васильевича за заслуги в деле изучении и освоении Арктики орденом Ленина.

#### После Ленской экспедиции
В 1935 году Б. В. Лавров был назначен директором Научно-исследовательского института экономики Севера. За короткое время он сумел привлечь к работе в Институте многих специалистов, развернуть научную работу. Одним из результатов этой деятельности является, например, публикация книги Сибирцева и Итина «Северный морской путь и карские экспедиции» с предисловием и под редакцией Лаврова. Был разработан проект треста «Нордвикстрой». Руководителем треста стал Б. В. Лавров. К тому времени было известно, что в районе бухты Нордвик есть полезные ископаемые: нефть, уголь, соль. В задачу треста входило проведение геологической разведки и начало разработки месторождений, строительство города и порта. Планы были не менее грандиозны, чем при строительстве порта Игарка. Однако воплотить их в жизнь Лаврову не пришлось.

### Репрессии
Будучи начальником треста «Нордвикстрой», Б. В. Лавров был арестован. Ему было предъявлено обвинение как участнику антисоветской правотроцкистской организации, в которую он был якобы завербован упоминавшимся выше Н. А. Углановым, школьным товарищем Лаврова, с которым он всю жизнь сохранял дружбу, кроме того, Лавров якобы осуществлял вредительскую деятельность в тресте «Нордвикстрой». 28 июля 1941 года Лавров был расстрелян.
Были арестованы также два брата Бориса Лаврова. Дмитрий Васильевич Лавров, преподаватель математики и физики в школе г. Рыбинска, обвинялся в руководстве периферийной контрреволюционной организацией, которую он якобы создавал по заданию Н. А. Угланова, расстрелян. Алексей Васильевич Лавров, инженер-гидротехник, главный инженер «Гидроэлектропроекта» в г. Ростове-на-Дону, на протяжении двух лет находился в тюрьме, однако предъявленные ему обвинения признать отказался, и в 1940 году был освобожден из-под стражи без судимости. Впоследствии все братья Лавровы были признаны жертвами политических репрессий.

## Память о Борисе Лаврове
В городе Игарка есть улица Б. Лаврова.
Именем Лаврова названа бухта в море Лаптевых на полуострове Таймыр.

## Теплоход «Борис Лавров»
Именем Бориса Лаврова был назван построенный в 1980 году грузовой теплоход. Событие отмечалось в прессе. Статьи о человеке, чье имя появилось на борту теплохода, были опубликованы в газетах: от выходящей в Тикси районной газеты «Маяк Арктики» до газеты «Известия». Символично, что «Борис Лавров» был приписан к порту Тикси и возил грузы по Северному морскому пути. Это корабль ледового класса, который мог ходить в арктических морях от Мурманска до Анадыря и заходить в коварные арктические реки такие, как Лена, Колыма, в устье которых нередко скапливаются льды. Согласно спискам судов, размещенных на сайте «Водный транспорт», с июля 1993 года теплоход принадлежал ОАО СК «Арктическое морское пароходство». В 2009 году «Арктическое морское пароходство», оставаясь владельцем судна, передало его по договору иностранной компании ARSCO. Вскоре после этого моряки перестали получать зарплату, обратились в судебные органы и даже требовали ареста судна. В сентябре 2010 года «Арктическое морское пароходство» было признано банкротом, а принадлежащие ему суда, в том числе «Борис Лавров», были проданы с аукциона. Новым владельцем «Бориса Лаврова» стала ООО СК «Вега». В апреле 2011 года теплоход был переименован и получил ничего не говорящее название «Александр». Чем руководствовались новые владельцы, меняя название теплохода, неизвестно. Были ли они неосведомлены о судьбе Б. В. Лаврова, или не захотели, чтобы на борту их корабля было имя человека, которого в своё время называли «большевиком Арктики»? Факт состоит в том, что имя Бориса Лаврова исчезло с борта теплохода. Как будто бы он снова был подвергнут репрессиям…